# Johnny Băiat Frumos
Johnny Băiat Frumos (în engleză Johnny Handsome) este un film thriller american neo-noir din 1989, regizat de Walter Hill și cu Mickey Rourke, Ellen Barkin, Forest Whitaker și Morgan Freeman în rolurile principale. Filmul a fost scris de Ken Friedman și adaptat după romanul din 1972 The Three Worlds of Johnny Handsome de John Godey. Muzica filmului a fost scrisă, produsă și interpretată de Ry Cooder, cu patru melodii de Jim Keltner.

## Prezentare
Criminalul John Sedley, poreclit Johnny Băiat Frumos, născut cu o față deformată, ajunge în închisoare după ce a fost trădat de complicii săi - Sunny și Rafe. De asemenea, aceștia l-au ucis pe singurul său prieten, Mikey, care a luat parte și el la jaful unui magazin de bijuterii. În închisoare, lui John i se oferă o comutare a pedepsei dacă își "toarnă" complicii. John nu o acceptă. Cu toate acestea, Sunny și Rafe visează să scape de John, iar într-o zi în timpul muncii de teren este atacat de oameni angajați de aceștia.

## Distribuție
- Mickey Rourke – John Sedley/"Johnny Handsome"/Johnny Mitchell
- Ellen Barkin – Sunny Boyd
- Elizabeth McGovern – Donna McCarty
- Morgan Freeman – Lt. A.Z. Drones
- Forest Whitaker – Dr. Steven Fisher
- Lance Henriksen – Rafe Garrett
- Scott Wilson – Mikey Chalmette
- David Schramm – Vic Dumask
- Yvonne Bryceland – Sister Luke
- Peter Jason – Mr. Bonet
- J. W. Smith – Mr.Stathansom
- Jeffrey Meek – Earl (as Jeff Meek)
- Allan Graf – Bob Lemoyne
- Ed Zang – Prestige Manager
- John P. Fertitta – Prestige Salesman (ca John Fertitta)
- Raynor Scheine – Gun Dealer
- Edward Walsh – Judge